# Proboszczów
Proboszczów je vesnice na jihozápadě Polska v okrese Złotoryja. Vesnice vznikla pravděpodobně ve 13. století v době, kdy byly zakládány i okolní osady. Uprostřed vsi stojí kostel Nejsvětější Trojice, který byl několikrát přestavěn a v jehož blízkosti se dochoval hřbitov. Nejvýznamnější přestavba kostela proběhla v době baroka. Z té doby pochází hlavní kamenný oltář a pohřební rodinná kaple Redernů s erbovním znakem nad vchodem. V interiéru kostela se nachází křtitelnice z období rokoka. Celou vesnicí prochází žlutě značená turistická cesta a protéká říčka Skora.

## Galerie

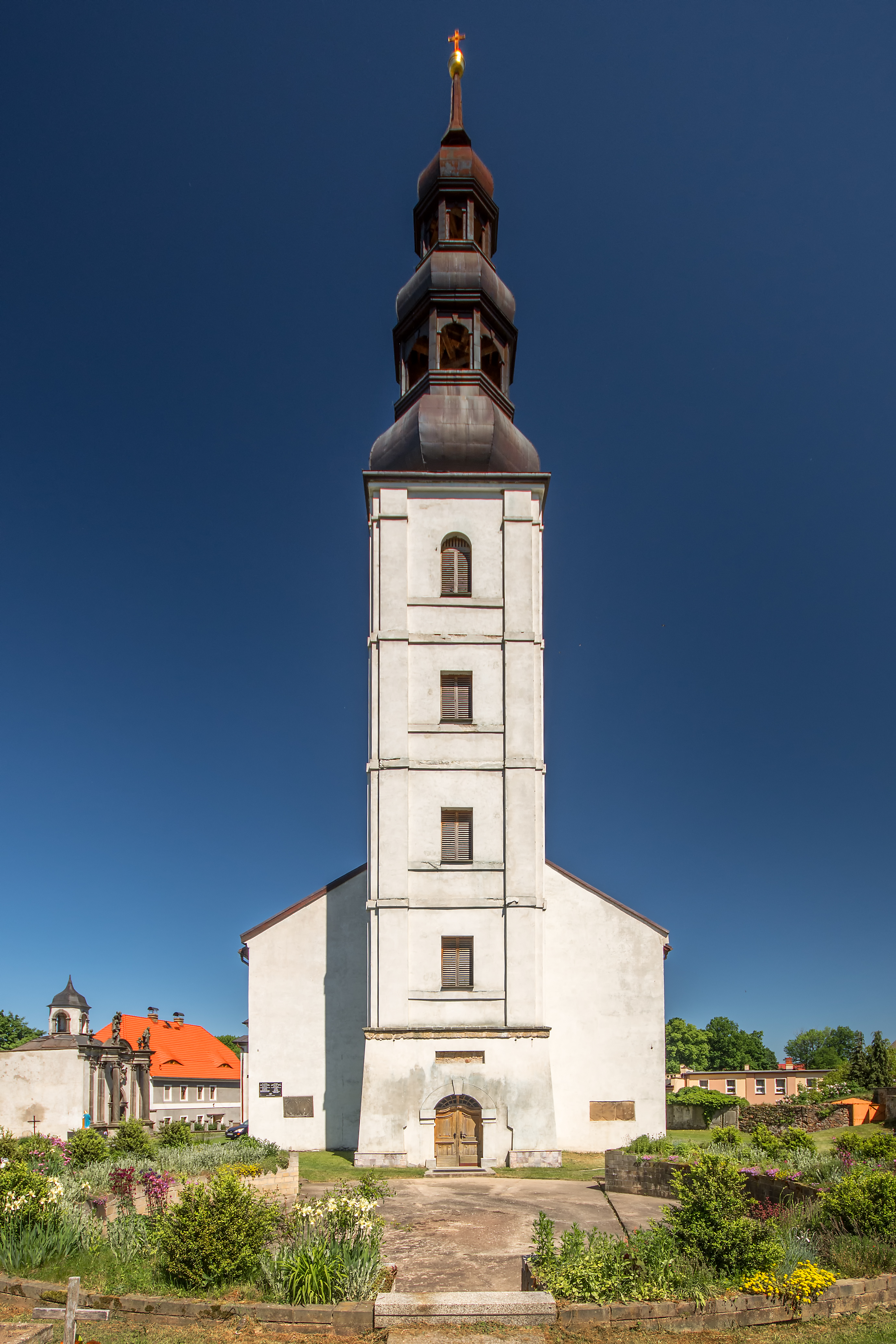
Kostel Nejsvětější Trojice
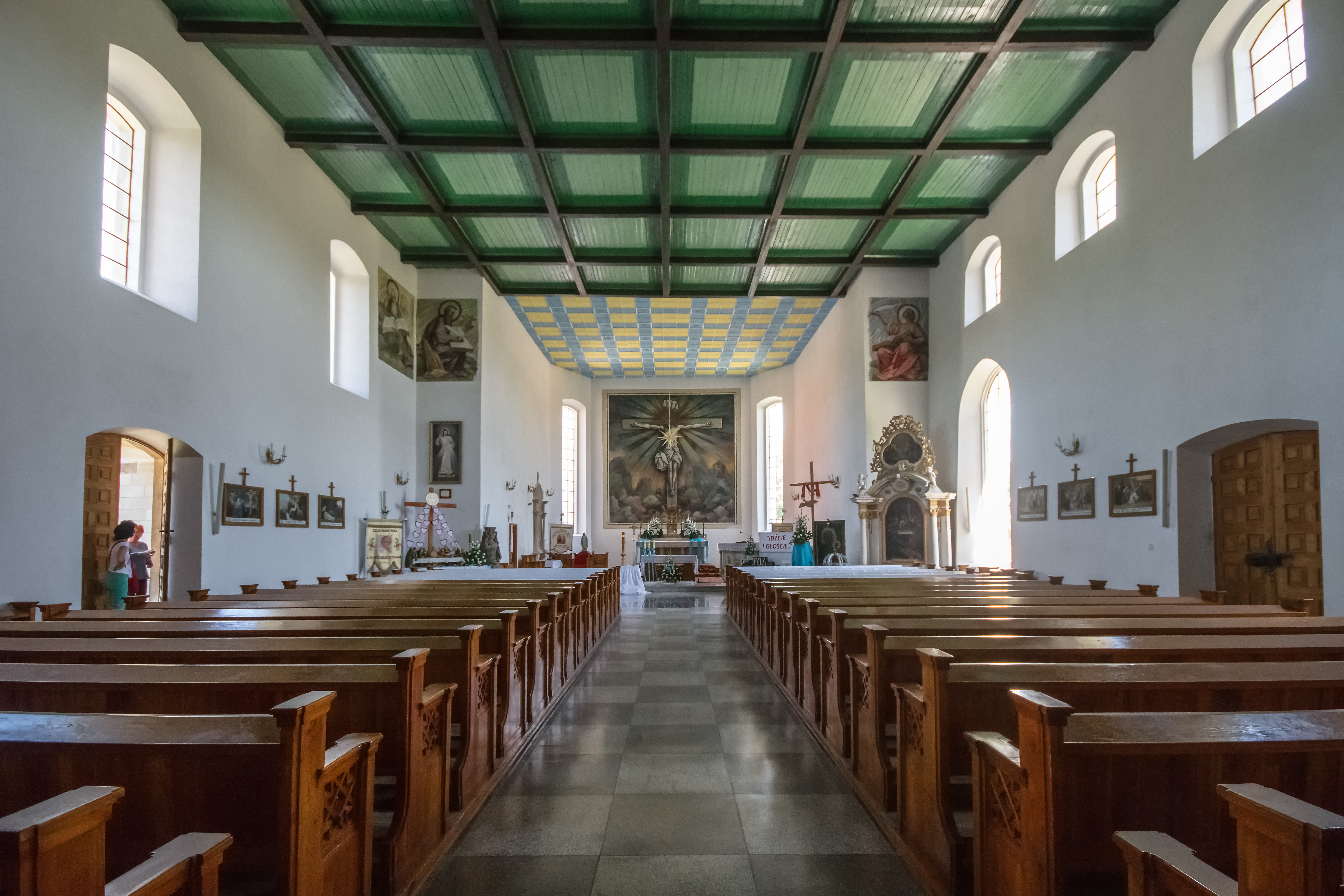
Interiér kostela
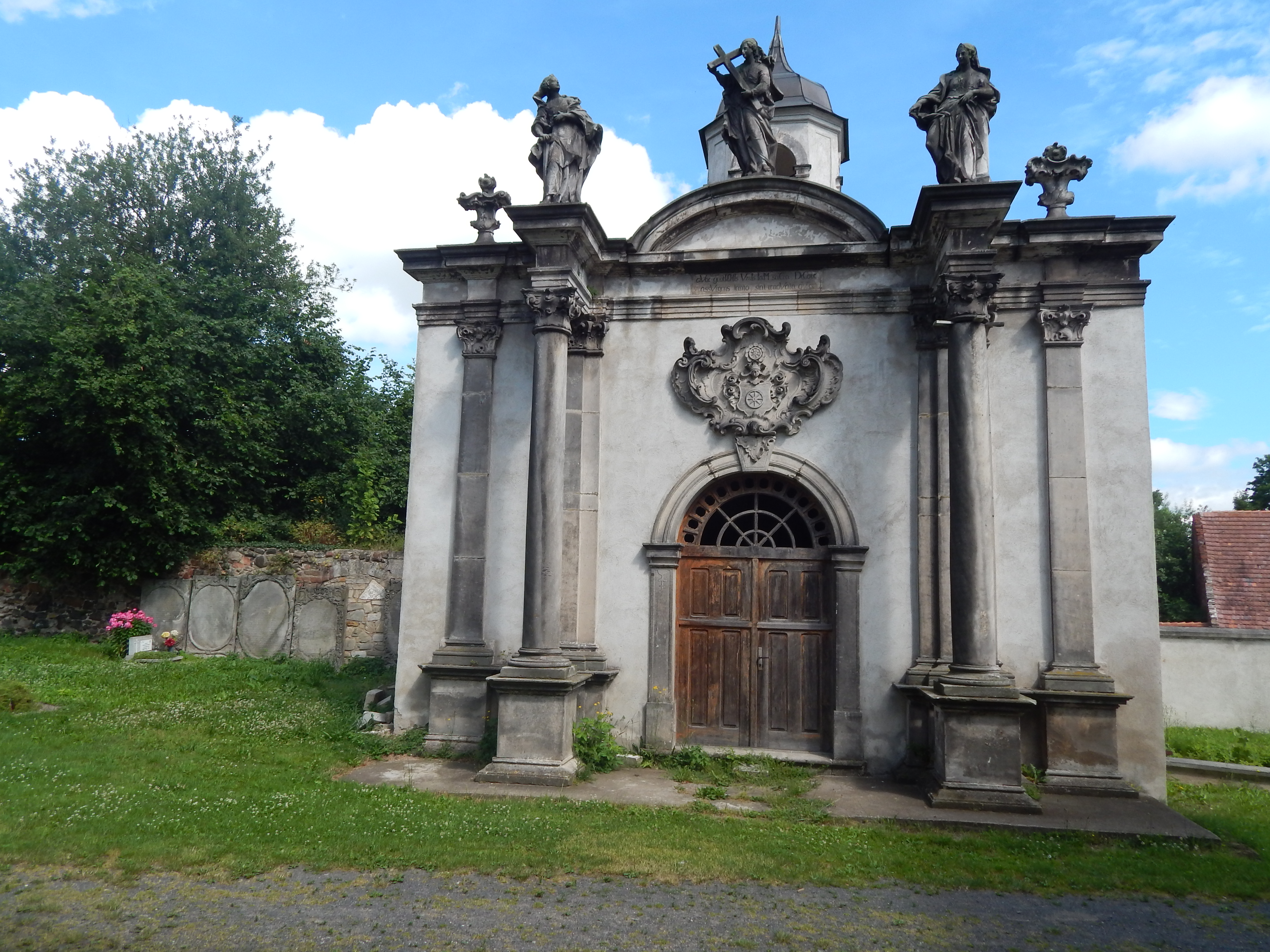
Pohřební kaple Redernů
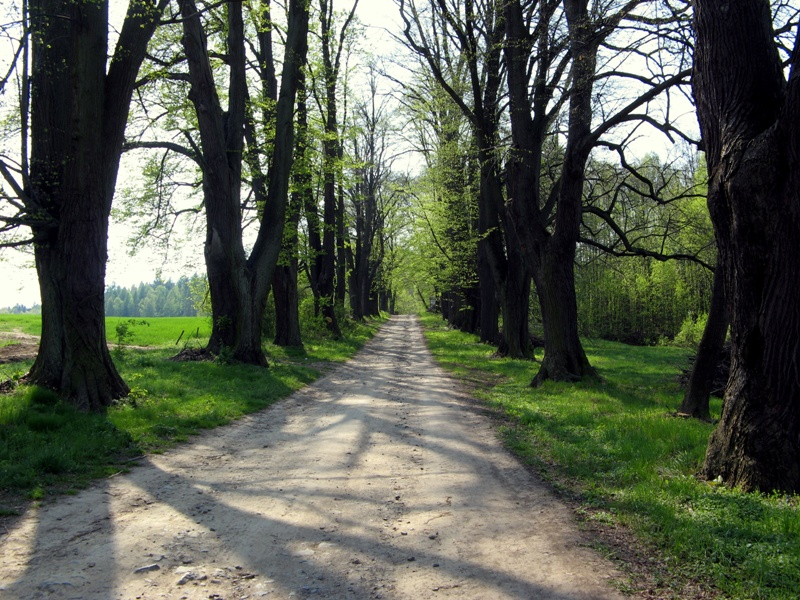
Lipová alej